# Пересмешник (Игра престолов)
«Пересмешник» (англ. Mockingbird) — седьмой эпизод четвёртого сезона фэнтезийного сериала канала HBO «Игра престолов» и 37-й во всём сериале. Сценарий к эпизоду написали создатели сериала Дэвид Бениофф и Д. Б. Уайсс, а режиссёром стал Алик Сахаров. Премьера состоялась 18 мая 2014 года.

## Сюжет

### В Королевской Гавани
В подземелье Джейме Ланнистер (Николай Костер-Вальдау) бранит Тириона Ланнистера (Питер Динклэйдж) за его выходку и несоблюдение сделки, которую он заключил с Тайвином. Тирион говорит, что не смог вынести предательства Шаи и что они оба знают, что сделка была планом Тайвина, по которому Тирион окончил бы свои дни в Ночном Дозоре. Он просит Джейме биться за него, но брат отказывается по причине того, что он не может хорошо владеть мечом левой рукой. Тирион затем просит Джейме найти для него Бронна (Джером Флинн) и спрашивает, кого его сестра Серсея (Лина Хиди) выбрала в качестве защитника. Её защитником оказывается сир Григор «Гора» Клиган (Хафтор Юлиус Бьёрнссон). Несколько дней спустя Бронн навещает Тириона и сообщает ему о том, что Серсея предложила ему жениться на Лоллис Стоукворт, знатной леди с хорошими перспективами и богатым наследством, и признаёт свой собственный страх перед боевой отвагой и силой Горы. Он говорит, что не будет встречаться с Горой от имени Тириона. Хотя Тирион уже считает себя мёртвым, они расстаются друзьями.
Ночью принц Оберин Мартелл (Педро Паскаль) навещает Тириона и рассказывает ему, что он ещё ребёнком навещал Тириона в младенчестве и уже тогда сестра питала ненависть по отношению к младшему брату. Сломленный Тирион признаёт, что Серсея «всегда получает то, что хочет», на что Оберин возражает, что она не может дать ему месть за убийство сестры Элии и её детей. Ради этого он готов отстаивать дело Тириона на поединке, где может убить сира Григора.

### В Чёрном Замке
Джон Сноу (Кит Харингтон) и его люди возвращаются в Чёрный Замок. На собрании он умоляет сира Аллисера Торна (Оуэн Тил) завалить проход сквозь Стену, чтобы предотвратить прорыв армии Манса, но тот отказывается отдать такой приказ.

### На Драконьем Камне
Королева Селиса Баратеон (Тара Фицджеральд) навещает Мелисандру (Кэрис ван Хаутен) в её покоях и обсуждает их планы покинуть Драконий Камень. Селиса говорит жрице, что она не хочет, чтобы её дочь Ширен пошла с ними, но Мелисандра убеждает её, что Владыке Света это необходимо.

### На Королевском тракте
Бриенна из Тарта (Гвендолин Кристи) и Подрик Пейн (Дэниел Портман) останавливаются поесть в гостинице, где их обслуживает Пирожок (Бен Хоуки). Когда Бриенна расспрашивает о Сансе Старк, Пирожок нервно прекращает разговор. На следующее утро он приближается к ним наедине и говорит им о его путешествии с Арьей Старк, которую считали мёртвой, так как никто её не видел после казни её отца Эддарда Старка. Пирожок говорит им, что её взяло в плен Братство Без Знамён и планировало получить выкуп за неё. Подрик сообщает Бриенне, что единственный живой родственник Арьи и Сансы с деньгами это Лиза Аррен, и, так как теперь Риверраном правит Уолдер Фрей, который предал и убил Старков  на Красной свадьбе, Подрик с Бриенной решают отправиться в Долину.

### В Речных Землях
Арья (Мэйси Уильямс) и Сандор «Пёс» Клиган (Рори Макканн) продолжают своё путешествие на восток. По пути они натыкаются в разорённой деревне на смертельно раненого человека (Барри Макговерн), которого Пёс добивает из милосердия. Сразу после этого их атакуют Кусака (Джерард Джордан) и Рорж (Энди Беквит). Кусака кусает Пса за шею, и Пёс убивает его. Пёс считает, что разбойники пытались убить его, потому что он оскорбил Джоффри Баратеона, но Рорж сообщает, что Джоффри был отравлен на своей свадьбе, а награда за голову Пса объявлена за убийство солдат Ланнистеров. Арья вспоминает, что ранее Рорж угрожал изнасиловать её, и протыкает его мечом в сердце. Позже Пёс пытается зашить рану на шее, отказавшись из-за своей пирофобии от предложения Арьи прижечь рану. Он рассказывает, что ожоги на его лице появились после того, как в детстве брат Григор прижал его лицом к огню, и она помогает зашить укус.

### В Миэрине
Дейенерис Таргариен (Эмилия Кларк) находит Даарио Нахариса (Михиль Хаусман) в своей комнате. Он просит, чтобы она нашла применение его талантам в войне и женщинах, она приказывает ему снять одежду. Утром сир Джорах Мормонт (Иэн Глен) встречает Даарио, покидающего покои Дейенерис, и совещается с ней о том, разумно ли доверять Даарио, который предал и убил других капитанов Вторых сыновей. Дейенерис говорит Джораху, что она приказала Даарио и его армии отвоевать Юнкай и убить там всех оставшихся господ. Джорах отмечает, что если бы Нед Старк применил такой же подход к нему, когда он продавал рабов, его бы здесь не было и он бы не давал ей советы. Она смягчается и приказывает Джораху сказать Даарио, чтобы тот прихватил Хиздара зо Лорака с собой, чтобы порекомендовать господам Юнкая подчиниться её правилам.

### В Орлином гнезде
Когда в Орлином гнезде начинает идти снег, Санса (Софи Тёрнер) строит снежную копию Винтерфелла. Приходит Робин Аррен (Лино Фасиоль) и говорит Сансе, что после женитьбы они смогут убивать кого угодно, выбрасывая через Лунную дверь, отверстие в пропасть, выполненное в полу главного зала Гнезда. Он пытается сделать Лунную дверь в копии Винтерфелла, но нечаянно разрушает одну из башен, и, когда Санса начинает досадовать на него, в ответ он взрывается гневом и начинает крушить снежный замок; его останавливает пощёчина Сансы. Вскоре после этого Петир Бейлиш (Эйдан Гиллен) приходит и обсуждает свои настоящие намерения с Сансой, говоря ей, что он сильно любил её мать Кейтилин, и причиной, по которой он убил Джоффри, была месть за неё. Затем Петир целует Сансу, но прежде чем она отстраняется от него, Лиза Аррен (Кейт Дики), её тётя, видит их. Позже она вызывает Сансу и в приступе ревности толкает её на колени возле отверстия Лунной двери, говоря, что все её враги прошли через неё. Появившийся в этот момент Петир говорит Лизе отпустить её, обещая отослать Сансу. Лиза отпускает Сансу, Петир подходит к Лизе, признаёт, что по-настоящему он любил только Кейтилин, и выталкивает Лизу в Лунную дверь на смерть.

## Производство

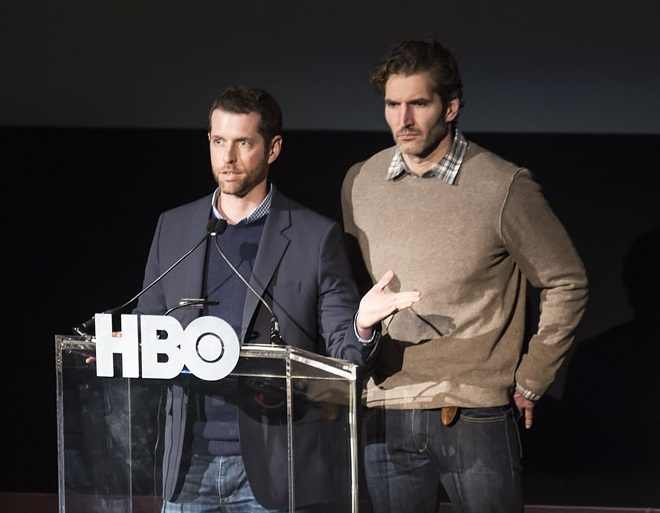
Сценарий к эпизоду написали создатели сериала Дэвид Бениофф и Д. Б. Уайсс.

«Пересмешник» был адаптирован из книги «Буря мечей», из глав 65, 66 и 80 (Арья XII, Тирион IX и Санса VII). Также были адаптированны Глава 20 (Бриенна IV) из «Пира стервятников» и Глава 2 (Дейенерис I) из «Танца с драконами».

## Реакция

### Реакция критиков
«Пересмешник» получил похвалу от критиков. На Rotten Tomatoes эпизод получил рейтинг 100% на основе 31 рецензии. Консенсус сайта заключается в том, что «Хотя [эпизод] и накрывает стол для будущих событий, там остаётся полным-полно действий, неизвестности, неожиданности и сырых человеческих эмоций.»

### Телерейтинги
Эпизод посмотрели 7.20 миллионов зрителей в течение премьерного часа, установив новый рекорд.

### Награды
| Год  | Награда                              | Категория                                                        | Номинант(ы)   | Результат |
| ---- | ------------------------------------ | ---------------------------------------------------------------- | ------------- | --------- |
| 2014 | Профессиональный альянс Голливуда    | Выдающаяся цветокоррекция                                        | Джо Финли     | Номинация |
| 2015 | Американское общество кинооператоров | Выдающиеся достижения в операторской работе в регулярном сериале | Фабиан Вагнер | Номинация |